# Cibalung (Cimanggu)
Cibalung is een bestuurslaag in het regentschap Cilacap van de provincie Midden-Java, Indonesië. Cibalung telt 5517 inwoners (volkstelling 2010).